# Slag bij Caporetto
De Slag bij Caporetto of Slag bij Karfreit was een veldslag aan het Italiaans front tijdens de Eerste Wereldoorlog. De slag vond van 24 oktober tot 12 november 1917 plaats bij het latere Kobarid, en werd uitgevochten tussen het koninkrijk Italië, en Oostenrijk-Hongarije en het Duitse Keizerrijk.
De slag was een demonstratie van de effectiviteit van stormtroepen en de infiltratietactieken die mede ontwikkeld waren door Oskar von Hutier. Oostenrijk-Hongaarse troepen, versterkt met Duitse eenheden, wisten door de Italiaanse verdedigingslinies te breken en joegen de Italianen, die praktisch geen mobiele reserves hadden, op de vlucht. De volgende dag werd een Italiaanse divisie nabij Longarone gevangengenomen door Duitse troepen onder Erwin Rommel.